# Avimimus
Avimimus („napodobitel ptáka“) byl rod menšího teropodního dinosaura z infrařádu Oviraptorosauria. Žil v období svrchní křídy na území současného Mongolska (souvrství Nemegt).

## Popis
Své rodové jméno odvozuje od skutečnosti, že byl svojí anatomií i zevnějškem velmi podobný současným nelétavým ptákům. Pravděpodobně byl plně opeřený, měl duté kosti a bezzubé čelisti, podobné ptačímu zobáku. Jeho délka činila jen asi 1,5 metru a hmotnost zhruba kolem 13,7 kg. Fosilie tohoto pravděpodobně všežravého dinosaura byly objeveny na území Mongolska a zřejmě i Číny.

## Druhy
V současnosti rozeznáváme dra druhy rodu Avimimus, typový A. portentosus, formálně popsaný v roce 1981, a A. nemegtensis, popsaný roku 2017.
- Avimimus nemegtensis Funston et al., 2017[3]
- Avimimus portentosus Kurzanov, 1981

## Paleoekologie
Výzkum v souvrství Iren Dabasu na severozápadě Číny ukázal, že avimimidé rostli velmi rychle, takže dospělé velikosti dosahovali v krátkém čase. Vyskytovali se pohromadě ve velkých hejnech, která byla smíšená z hlediska přítomnosti různých věkových a velikostních stadií těchto ptákům podobných teropodních dinosaurů. I mladší a menší jedinci byli nicméně svojí ekologií a fyziologií plně odpovídající dospělým jedincům, proto mohli sdílet stejné společenské agregace (hejna).

## Zajímavosti
Podle objevů v lokalitě Šabarak-usu ("Planoucí útesy") se jeví jako pravděpodobné, že fosilní úlomky skořápek vajec oviraptorů (možná i rodu Avimimus) používali již kolem roku 8000 př. n. l. neolitičtí obyvatelé pouště Gobi, kteří je opracovávali a navrtávali do podoby "korálků" pro nošení na náhrdelnících a jiných přívěscích.